# Musée de l'Homme d'Altamura
Le Musée de l'Homme d'Altamura (en italien : Museo dell'uomo di Altamura) est un musée situé dans le centre historique de la ville d'Altamura, ville métropolitaine de Bari dans les Pouilles,.

## Historique
Le musée a été inauguré en 2016 à la suite de l'intervention du « programme Stralcio de la zone Vasta Murgia » de la municipalité d'Altamura. 
Le musée se concentre sur les découvertes anthropologiques, biologiques, géologiques et climatiques. La principale découverte de la région est l'Homme d'Altamura, bien qu'il n'y ait qu'une reproduction à l'échelle 1/1 dans le musée et que l'original ait été laissé dans la grotte de Lamalunga pour assurer sa conservation.

## Palais Baldassarre
Le bâtiment qui abrite le musée est un bâtiment historique de la ville d'Altamura. Le palais date des XVIe et XVIIe siècles et appartenait à la famille Baldassarre des maçons d'Altamura ; de cette famille, les frères Michele et Giuseppe Baldassarre sont connus pour avoir pris une part active aux événements de la Rivoluzione altamurana (it) et furent, pour cela, arrêtés et persécutés. 
Le palais a subi de nombreuses modifications au fil des siècles, notamment de nombreuses ouvertures et fermetures de salles .

## Galerie

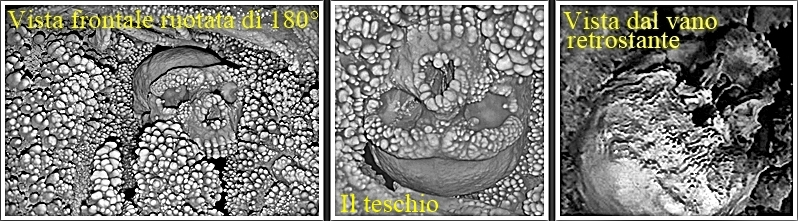
Vues du crâne de l'Homme d'Altamura : redressé, en position réelle et vu de la pièce derrière.